# بيدرو ديلاتشا
بيدرو ديلاتشا (بالإسبانية: Pedro Dellacha)‏ (مواليد 9 يوليو 1926) هو لاعب كرة قدم. لعب مع منتخب الأرجنتين لكرة القدم. سبق له أن لعب في كأس العالم لكرة القدم مع منتخب بلاده.

## روابط خارجية
- بيدرو ديلاتشا على موقع الاتحاد الدولي (مؤرشف)  (الإنجليزية)
- بيدرو ديلاتشا على موقع قاعدة بيانات كرة القدم.إي يو (الإنجليزية)
- بيدرو ديلاتشا على موقع ناشيونال فوتبول تيمز (الإنجليزية)